# ストーヤ
ストーヤ（Stoya、1986年6月15日 - ）は、アメリカ合衆国出身のポルノ女優。この国のポルノの世界にありながら、爆乳に爆尻などといった『人材の典型像』とは異質の、長身に華奢な洗練された身体像―いわばファッションモデルを想起させ得る異色の存在としての認知を有するポルノスターであり、AVNアワードを始め数多の賞与を獲得してきた。

## 来歴
ノースカロライナ州のウィルミントンという町に生を享け、家庭学習を経て美術系のカレッジに進むも、そのカレッジ当局との摩擦を原因としてやがては中退。フィラデルフィアに住むある知り合いからの頼みでインターネット上のウェブサイト向けの写真のモデルになったのがポルノ業との初の接触であった。
ポルノ業界に本格的に足を踏み入れるに至ったのは、2007年―おおよそ21歳の時であった。2006年における『レザードールズ』という一作への出演を皮切りに、それから2007年〜2008年〜2009年と、おおよそ30本に及ぶポルノ映画に出演。それらのうちの8本は自身の単体作品であった。
そうしたなかで2008年―ほぼ同い年のエイドリアナ・リンとともに、デジタル・プレイグラウンドというポルノ制作スタジオとの独占契約を締結。そしてそのリンと同じく新人ポルノ女優であったメンフィス・モンローや、既に経験豊富なポルノスターであったジェシー・ジェーンやプリヤ・ラーイ、元ペントハウスペットのソフィア・サンティ、・・・こうした面々と並びデジタル・プレイグラウンドの『チアリーダーズ』という作品に出演。
2009年になると、その『チアリーダーズ』がAVNアワードの一部門〔ベスト・オールガール・グループ・セックス・シーン〕にて最高賞を獲得。かくして名高きこの賞の歴史に自身の名もまた刻まれる運びとなり、同年内には更にAVNの最高新人賞をも獲得するに至った。
2018年には、セルビアのSF映画である『A.I.ライジング』に出演した。

## 私生活
セルビア人とスコットランド人とプエルトリコ人の血を引いている。セルビア人の系譜は祖母からのもので、『ストーヤ』という名はその祖母の姓を略したものである。
『第二の地元』でもあるフィラデルフィア、特に2002年から居住の地としてきた『サウスフィリー』ことその南部への愛着は強く、この地に馴染みの産業でもあるプロレス―特にハードコア系のプロレスの観戦を趣味の一とし、地元のプロレスラーとしてはトレント・アシッドを贔屓にしている。
インターネットのヘビーユーザー。マイスペースやツイッターを始めとする様々なオンラインサービスの使用経験を有している。
ともにデジタル・プレイグラウンドとの契約を結び『チアリーダーズ』での共演もあったエイドリアナ・リンとは私生活でも親交が深い。2009年の半ば頃にはマリリン・マンソンとの色恋沙汰が報じられもした。